# Championnat de Belgique de football de deuxième division 2012-2013
Navigation
saison précédente saison suivante
Le Championnat de Belgique de football D2 2012-2013, ou Belgacom League est la 96e édition du championnat du 2e niveau du football belge.
La compétition se dispute en une seule série de 18 clubs qui se rencontrent en matches aller/retour (34 journées). Le champion est assuré de monter directement en Jupiler League(sous réserve de l'acception de sa demande de licence pour la cette division).
Ce championnat est virtuellement partagé en 3 tranches (10 + 12 + 12 matches) donnant chacune lieu à un classement distinct. Les trois vainqueurs de tranche sont qualifiés pour un tour final en compagnie d'un barragiste de Division 1. Le vainqueur de ce tournoi final monte/reste en D1. Dans le cas où le champion remporte une ou plusieurs tranches (ou qu'un même club remporte plus d'une tranche), la qualification au tour final revient au 2e du classement général et ainsi de suite.
En début de saison, le White Star cause la surprise et remporte la première période. Ensuite, le KV Oostende trouve son rythme de croisière et domine la compétition qu'il remporte méritoirement. Promu de D2, le R. Mouscron-Péruwelz réussit son entrée dans l'antichambre de l'élite. Il est vice-champion et qualifié pour le tour final.
Les deux clubs bruxellois engagés (le FC Brussels et le White Star) connaissent de sérieux soucis financiers. À partir de la mi-saison, leur avenir est longtemps certains. Peu avant la clôture, des solutions sont trouvées.
La dernière partie du championnat est chahutée par deux faits. D'une part, certains clubs ne reçoivent pas leur licence pour pouvoir évoluer dans le football rémunéré. Cela entraîne une succession d'incertitudes. Par ailleurs, trois points attribués puis retirés pour un forfait qui lui reste acquis soulève la contestation du K. SV Oudenaerde, lequel refuse son statut de « barragiste » et ne participe pas au Tour final de D3. L'affaire devrait se poursuivre devant les tribunaux civils.

## Nouvelle appellation
Le 16 août 2012, l'opérateur belge de télécommunication « Belgacom » annonce s'être engagé à devenir le « sponsor titre » de la compétition de Division 2 de football. Deux rencontres de chaque journée sont diffusées en direct sur la chaîne de télévision « Belgacom 11 ». La division 2 belge de football devient donc la « Belgacom League ».
À la fin de saison précédente, Belgacom avait conclu un partenariat avec quatre clubs (Antwerp, Charleroi, Eupen et Waasland-Beveren).

## Alost change d'appellation
Le VC Eendracht Aalst 2002 (matricule 90) abandonne cette dénomination adoptée par obligation règlementaire lors d'une cession de patrimoine en 2002 et reprend son appellation historique de SC Eendracht Aalst (90).

## Clubs en difficultés financières
Le propos n'est malheureusement pas neuf, de nombreux clubs de football belges connaissent des soucis financiers. Durant cette saison, les deux cercles bruxellois présents en Division 2 sont pris dans la spirale, au point de voir leur avenir menacé. Début avril 2013, des questions taraundent l'esprit de nombreux observateur: le FC Brussels et le White Star Woluwe vont-ils survivre à ce niveau ? Redeviendront-il de simples clubs amateurs ? Leur disparition est-elle à craindre ?
Si les situations de départ sont fatalement différentes (le Brussels rame dans les soucis financiers depuis longtemps), des similitudes apparaissent. On pourrait les résumer par un mot « orgueil ». Comprenez, le refus de certains dirigeants et/ou administrateurs de diminuer ou d'abandonner leurs prérogatives. Cette assertion n'est certes qu'une impression, mais le cas de figure est très fréquent dans les dossiers de reprise/remise d'un cercle sportif en général et de football en particulier. Nombre d'attermoiements, d'hésitation, d'anciens règlements de compte ont déjà causé l'échec de dossier de sauvetage ou de reprise pourtant bien préparés au départ. « Qui mettra de l'eau dans son vin », cette fois ?

### White Star Woluwe
La saison débute de la meilleure des manières pour le matricule 5750 qui dispute sa 2e saison dans l'antichambre de l'élite. Le cercle remporte la première période et se qualifie pour le tour final en vue d'une montée possible en D1. Mais dans les dernières semaines de l'année 2012 un vent nettement moins optimiste souffle sur le Stade Fallon. Sérieusement endetté, le White Star est en quête urgente d'un repreneur.
À la fin du mois de janvier 2013, malgré quelques réticences d'administrateurs en place, un investisseur est annoncé. Il faut cependant attendre le mois de mars pour pouvoir mettre un nom sur ce argentier providentiel, ou à tout le moins sur son représentant: Monsieur Bernard Dereine parle au nom du Holding « ODC » dont le siège est situé au Grand-Duché de Luxembourg. Le chiffre de 60 millions d'euros d'investissements est avancé !
Mais très rapidement, il s'avère que cette société ODC et ses filiales ne représentent que du vent et sont en réalité en faillite, autant en Belgique qu'au Grand Duché de Luxembourg.
La sérénité n'étreint pourtant pas de mise longtemps. L'argent promis tarde à arriver et les salaires des joueurs du « noyau A » restent en souffrance de paiement. Dans les journaux, alors que les performances restent correctes, le coach Felice Mazzu donne le change en restant positif. Mais le 28 mars 2013, le staff technique et les joueurs se mettent en grève. Ce sont les « Espoirs » qui, deux jours plus tard, jouent lors du déplacement…au Brussels. Un triste boycott du derby retour, d'autant que le FC Brussels mêlé à la lutte pour le maintien se retrouve « avantagé », au détriment de ses rivaux . Deux jours, plus tard, évoquant l'accumulation de lutte intestines qui minent l'évolution du club, un de ses vieux serviteurs, le Docteur Charles Chapelle remet sa démission .
Le mardi 16 avril 2013, comme pressenti, le White Star est mis en liquidation. Le club veut tenter de terminer le championnat (3 matches) avec les moyens du bord. Ensuite ? Si une nouvelle ASBL est constituée, le club devrait se retrouver en D3.

#### Coup de théâtre «GDC», puis souci de licence
Le vendredi 19 avril 2013, un coup de théâtre surprend la sphère du football belge. La société dubaïote « Gulf Dynamic Challenge » (GDC) en négociations puis en litige avec le FC Brussels est annoncée comme repreneur du White Star Woluwé. L'ancien Directeur Général du Standard de Liège, Pierre François (qui avait mené un audit du FC Brussels pour le compte de GDC, est présenté comme le nouveau « patron » des Étoilés chargé de la gestion quotidienne. Mohammed Zaiour (T1 du FC Brussels en début de saison) est nommé Directeur technique.
Le matricule moribond retrouve subitement des couleurs et est convaincu d'obtenir sa licence et donc de pouvoir prendre part au tour final pour la montée éventuelle en D1. Toutefois, le jeudi 25 avril 2013, le Comité d'Appel de la Commission des Licences refuse une nouvelle fois le dossier du White Star. Celui-ci se retrouve privé de tour final mais surtout relégué en Division 3. C'est St-Trond, 4e au général, qui serait repêché pour le tour final. Le White Star a immédiatement déclaré poursuivre la procédure en saisissant la « CBAS » (Cour d'arbitrage belge pour le sport ) .
Le jeudi 2 mai 2013, le CBAS rend pas son verdict et accorde sa licence au White qui peut donc participer au tour final . Déçu, St-Trond qui aurait profité d'une défection forcée des Étoilés n'exclut pas d'autres recours.

### FC Brussels
Le problème de trésorerie ne sont pas nouveau au FC Brussels. Depuis sa dernière relégation de l'élite au terme de la saison 2007-2008, le matricule 1936 a de plus en plus de mal « à joindre les deux bouts ». L'obtention de la licence requise pour pouvoir évoluer en D2 a déjà fait l'objet de nombreuses remises en question lors des saisons précédentes.
Cette saison, le club, tenu à bout de bras par Johan Vermeersch, peine en fond de classement. Ce n'est qu'à partir du début du mois de mars qu'une éclaircie sportive apparait et que le club « Rouge et Noir » engrange les points suffisant pour quitter les places menacées.
Di côté du stade Machtens, un espoir se fait jour sous la forme d'une convention de reprise signée avec des investisseurs venant de Dubaï, un groupe appelé « Gulf Dynamic Challenger ». L'ancien Directeur Général du Standard de Liège, Pierre François est mandaté par les repreneurs afin de réaliser un audit du club molenbeekois. Tâche qu'il termine au début du mois de mars 2013 .
Le débat peut donc reprendre entre les investisseurs et la direction en place. M&ais les coups de théâtre se succèdent. Benjamin Nicaise (entre autres ex-Standard, ex-Mons), arrivé au club comme "consultant technique", bardé d'un tout frais diplôme en management du sport, et qui avait entretemps été mis en fonction d'entraîneur principal démissionne ! La raison officiellement invoquée est « d'ordre privé », mais le doute s'installe.
Début avril, un chassé-croisé de déclaration contradictoire augmente encore l'incertitude ambiante. Le Président/Correspondant qualifié J. Vermeersch considère que la convention n'a pas été respectée et est donc rompue. Mais le représentant des investisseurs dément ,... Au même moment, les changements d'entraîneurs se poursuivent. Cinq jours après son intronisation, le duo Mohammed Amici et Moïse Boisy cède la place à Didier Beugnies dont c'est la 2e pige de la saison mais qui (re)stoppe les frais le 12 avril à peine !

#### Coup de théâtre «GDC»
Mauvaise surprise pour le FC Brussels quand le groupe dubaïote « Gulf Dynamic Challenge » (GDC) est annoncé comme repreneur du White Star Woluwé. GDC avait signé une convention de reprise du FC Brussels mais de nombreux litiges étaient apparus (voir ci-dessus). Furieux, Johan Vermeersch, le Président du FC Brussels déclare qu'il attaque GDC en justice .
Le 18/04/2013, Le FC Brussels a déjà perdu une première action, en référé celle-là, contre le groupe GDC, concernant un versement de 100 000 euros .
Rayon de soleil dans grisaille ambiante, le 18/04/2013, le FC Brussels reçoit sa licence auprès de la commission d'appel.
Le 26/04/2013, lorsque le Comité d'Appel de la Commission des licences qui s'est réuni la veille annonce que le White Star ne reçoit pas sa licence et est donc relégué en D3, le FC Brussels se voit confirmer...qu'il est mathématiquement sauvé !

## Clubs présents pour la saison 2012-2013
| #  | Nom                                          | Mat. | Ville          | Stades              | En D2 depuis    | Total en D2 | S. précédente      |
| -- | -------------------------------------------- | ---- | -------------- | ------------------- | --------------- | ----------- | ------------------ |
| 1  | Koninklijke Sint-Truidense Voetbalvereniging | 373  | Saint-Trond    | Stayen              | 2012-2013 (1re) | 27 saisons  | Division 116e      |
| 2  | Koninklijke Voetbalclub Westerlo             | 2024 | Westerlo       | Het Kuipje          | 2012-2013 (1re) | 5 saisons   | Division 115e      |
| 3  | Royal Antwerp Football Club                  | 1    | Deurne         | Bosuil              | 2004-2005 (9e)  | 13 saisons  | 10e                |
| 4  | Koninklijke Voetbalclub Oostende             | 31   | Ostende        | Albertpark          | 2005-2006 (8e)  | 23 saisons  | 4e                 |
| 5  | K. Sportclub Eendracht Aalst                 | 90   | Alost          | Pierre Cornelis     | 2011-2012 (2e)  | 33 saisons  | 7e                 |
| 6  | Koninklijke Sportvereniging Roeselare        | 134  | Roulers        | Schiervelde         | 2010-2011 (3e)  | 15 saisons  | 13e                |
| 7  | Royal Boussu Dour Borinage                   | 157  | Boussu         | Robert Urbain       | 2009-2010 (4e)  | 4 saisons   | 11e                |
| 8  | Royal Cercle Sportif Visé                    | 369  | Visé           | de la Cité de l'Oie | 2010-2011 (3e)  | 9 saisons   | 9e                 |
| 9  | FC Molenbeek Brussels Strombeek              | 1936 | Molenbeek      | Edmond Machtens     | 2008-2009 (5e)  | 9 saisons   | 14e                |
| 10 | Koninklijke Lommel United                    | 2554 | Lommel         | Soeverein           | 2005-2006 (8e)  | 14 saisons  | 5e                 |
| 11 | Koninklijke Sportkring Heist                 | 2948 | Heist o/d Berg | Gemeentelijke       | 2010-2011 (3e)  | 3 saisons   | 8e                 |
| 12 | K. Allgemeine Sportvereinigung Eupen         | 4276 | Eupen          | du Kherweg          | 2011-2012 (2e)  | 16 saisons  | 3e                 |
| 13 | Association Football Club Tubize             | 5632 | Tubize         | Edmond Leburton     | 2009-2010 (4e)  | 9 saisons   | 12e                |
| 14 | Royal White Star Woluwe Football Club        | 5750 | Woluwe-St-L.   | Fallon              | 2011-2012 (2e)  | 2 saisons   | 6e                 |
| 15 | Sportkring Sint-Niklaas                      | 9264 | St-Nicolas/W.  | Gemeentelijke       | 2011-2012 (2e)  | 2 saisons   | 15e                |
| 16 | Koninklijke Sportvereniging Oudenaerde       | 81   | Audenarde      | Burgm. Thienpont    | 2012-2013 (1re) | 4 saisons   | 3e Div. 3 série A  |
| 17 | Royal Mouscron-Péruwelz                      | 216  | Mouscron       | Le Canonnier        | 2012-2013 (1re) | 1 saison    | 1er Div. 3 série A |
| 18 | Koninklijke Football Club Dessel Sport       | 606  | Dessel         | Armand Melis        | 2012-2013 (1re) | 11 saisons  | 1er Div. 3 série B |

### Localisation des clubs participants
| \| Antwerp Dessel Sport Westerlo Heist St-Niklaas E. Aalst Oudenaerde Oostende Roeselare Brussels White · Star Tubize Lommel Mouscron-Pér. RBDB Visé AS Eupen St-Truiden \| Localisation des clubs engagés en Division 2 2012-2013 |
| Antwerp Dessel Sport Westerlo Heist St-Niklaas E. Aalst Oudenaerde Oostende Roeselare Brussels White · Star Tubize Lommel Mouscron-Pér. RBDB Visé AS Eupen St-Truiden                                                              |

### Coaches pour la saison 2012-2013
| Mat  | Club                            | Entraîneurs |
| ---- | ------------------------------- | --- |
| 1    | R. Antwerp FC                   | Dennis Van Wijk |
| 31   | KV Oostende                     | Frederik Vanderbiest |
| 81   | K. SV Oudenaarde                | Stefan Leleu |
| 90   | K. SC Eendracht Aalst           | Bart Van Renterghem13/03/2012 Chris Janssens |
| 134  | K. SV Roeselare                 | Sergiy Serebrennikov |
| 167  | R. Boussu Dour Borinage         | Arnauld Mercier |
| 216  | R. Mouscron-Péruwelz            | Arnaud Dos Santos |
| 369  | R. CS Visé                      | Manuele Domenicali |
| 373  | K. Sint-Truidense VV            | Guido Brepoels |
| 606  | K. FC Dessel Sport              | Stijn Vreven |
| 1936 | FC Molenbeek Brussels Strombeek | Nourredine Zaiour 25/10/2012 Didier Beugnies 15/02/2013 Benjamin Nicaise 22/03/2013 Mohammed Acimi 03/04/2013 Didier Beugnies 12/04/2013 Roland Baelen |
| 2024 | K. VC Westerlo                  | Frank Dauwen 17/04/2013 Vedran Pelic 28/04/2013 Dennis Van Wijk                                                                                        |
| 2554 | K. Lommel United                | Philip Haagdoren |
| 2948 | K. SK Heist                     | Cis Bosschaerts |
| 4276 | K. AS Eupen                     | Bartolomé Márquez López |
| 5750 | R. White Star Woluwe FC         | Felice Mazzu 18/04/2013 Ludovic Batelli |
| 5632 | AFC Tubize                      | Dante Brogno |
| 9264 | SK St-Niklaas                   | Alexandre Czerniatynski25/10/2012 Robby Kerremans |

## Classement final
Légendes et abréviations
- Champion et promu en Jupiler League la saison suivante
- Barrages de promotion
- Barrages de maintien
- Relégation en D3

 : Relégué en 2011-12 en provenance de D1

 : Promu en 2011-12 en provenance de D3

T1, T2, T3 : Vainqueur de la tranche concernée
- NOTE: Les 10 premières journées composent le classement de la "première tranche". Pour rappel les 3 vainqueurs de tranche sont assurés de participer au tour final (sous réserve de l'acception de leur demande de licence pour la Jupiler League)
- Champion d'automne: KV Oostende

| Rang | Équipe                       | Pts | J  | G  | N  | P  | Bp | Bc | Diff |
| ---- | ---------------------------- | --- | -- | -- | -- | -- | -- | -- | ---- |
| 1    | KV OOSTENDE (T2-T3)          | 77  | 34 | 24 | 5  | 5  | 64 | 25 | +39  |
| 2    | R. Mouscron-Peruwelz         | 67  | 34 | 20 | 7  | 7  | 58 | 29 | +29  |
| 3    | K. VC Westerlo               | 63  | 34 | 17 | 12 | 5  | 54 | 29 | +25  |
| 4    | K. St-Truidense VV           | 57  | 34 | 17 | 6  | 11 | 54 | 36 | +18  |
| 5    | R. Boussu Dour Bor.          | 55  | 34 | 15 | 10 | 9  | 44 | 34 | +10  |
| 6    | K. Lommel United             | 50  | 34 | 14 | 8  | 12 | 50 | 48 | +2   |
| 7    | R. White Star Woluwe FC (T1) | 49  | 34 | 14 | 7  | 13 | 41 | 49 | -8   |
| 8    | K. AS Eupen                  | 49  | 34 | 13 | 10 | 11 | 44 | 37 | +7   |
| 9    | AFC Tubize                   | 46  | 34 | 12 | 10 | 12 | 43 | 42 | +1   |
| 10   | R. Antwerp FC                | 45  | 34 | 12 | 9  | 13 | 42 | 44 | -2   |
| 11   | K. SV Roulers                | 42  | 34 | 10 | 12 | 12 | 44 | 47 | -3   |
| 12   | K. FC Dessel Sport           | 41  | 34 | 11 | 8  | 15 | 35 | 42 | -7   |
| 13   | K. SC Eendracht Aalst        | 41  | 34 | 10 | 11 | 13 | 38 | 52 | -14  |
| 14   | FC Brussels                  | 33  | 34 | 9  | 6  | 19 | 32 | 50 | -18  |
| 15   | R. CS Visé                   | 33  | 34 | 8  | 9  | 17 | 47 | 57 | -10  |
| 16   | K. SK Heist                  | 30  | 34 | 8  | 6  | 20 | 39 | 57 | -18  |
| 17   | K. SV Oudenaarde             | 30  | 34 | 7  | 9  | 18 | 36 | 60 | -24  |
| 18   | SK St-Niklaas                | 30  | 34 | 7  | 9  | 18 | 34 | 64 | -30  |

1. ↑  Le K. Beerschot AC n'ayant pas obtenu sa licence et étant renvoyé directement de D1 en D3, le K. SV Oudenaarde est sauvé. Le premier descendant, le K. SK Heist devient barragiste et le SK Sint-Niklaas est le seul descendant. Mais le mardi 7 mai, le « Commission des litiges », saisie par Heist, confirme la victoire par forfait d'Audernarde (contre le White Star) mais statue que les points ne doivent pas être attribués ! Audenarde est alors dépassé par Heist qui a une meilleure différence de buts. Celui-ci est sauvé et Audenarde devient barragiste ! Mais Si Boussu Dour n'obtient pas sa licence (verdict prévu le 16/05/2013), il sera renvoyé en D3. Audenarde sera alors sauvé et St-Nicolas deviendra barragiste.

### Tableau des rencontres du championnat
| Résultats (▼dom., ►ext.)                                   | AAL | ANT | RBD | BRU | DES | EUP  | HEI | LOM | RMP | ROE | OOS | OUD  | NIK | STT | TUB | VIS | WES | WSW  |
| K. SC Eendracht Aalst                                      |     | 2-1 | 1-1 | 2-1 | 0-0 | 0-1  | 2-1 | 0-2 | 1-0 | 3-2 | 0-2 | 3-2  | 2-0 | 2-1 | 2-2 | 3-1 | 1-1 | 0-0  |
| R. Antwerp FC                                              | 2-0 |     | 2-3 | 2-0 | 0-1 | 1-0  | 4-2 | 1-1 | 1-1 | 1-2 | 0-2 | 1-2  | 2-0 | 2-0 | 3-2 | 1-2 | 1-1 | 1-0  |
| R. Boussu Dour Bor.                                        | 0-0 | 0-0 |     | 2-0 | 2-1 | 0-0  | 1-0 | 1-1 | 1-1 | 1-0 | 1-2 | 1-0  | 1-1 | 2-0 | 0-1 | 1-0 | 0-1 | 2-0  |
| FC Brussels                                                | 2-0 | 0-0 | 1-3 |     | 3-1 | 2-1  | 1-1 | 1-3 | 0-0 | 0-1 | 1-2 | 1-0  | 1-0 | 0-3 | 0-1 | 1-1 | 0-2 | 5-0F |
| K. FC Dessel Sport                                         | 2-0 | 5-0 | 1-1 | 0-1 |     | 2-0  | 1-1 | 2-1 | 1-0 | 1-1 | 2-0 | 3-0  | 2-1 | 0-2 | 0-1 | 1-0 | 0-4 | 0-0  |
| K. AS Eupen                                                | 0-1 | 1-1 | 2-4 | 1-1 | 1-0 |      | 0-0 | 2-1 | 0-2 | 4-1 | 1-0 | 4-1  | 2-0 | 0-0 | 1-0 | 2-2 | 3-0 | 1-2  |
| K. SK Heist                                                | 2-0 | 1-2 | 0-3 | 0-2 | 2-1 | 1-2  |     | 2-0 | 1-2 | 0-1 | 0-1 | 3-1  | 1-2 | 3-3 | 3-0 | 3-1 | 0-1 | 0-3  |
| K. Lommel United                                           | 2-2 | 0-1 | 1-0 | 1-0 | 3-2 | 1-1  | 1-1 |     | 4-1 | 1-0 | 1-4 | 1-1  | 4-1 | 0-3 | 2-1 | 1-0 | 3-2 | 2-0  |
| R. Mouscron-Péruwelz                                       | 4-0 | 3-1 | 3-1 | 1-0 | 5-1 | 1-0  | 3-0 | 3-1 |     | 3-3 | 2-0 | 0-1  | 2-0 | 3-1 | 1-0 | 3-1 | 1-0 | 1-1  |
| K. SV Roeselare                                            | 3-0 | 2-0 | 2-2 | 1-1 | 0-0 | 1-1  | 2-1 | 3-1 | 0-3 |     | 0-1 | 0-1  | 2-0 | 0-2 | 3-0 | 1-5 | 1-1 | 1-1  |
| KV Oostende                                                | 3-2 | 2-1 | 2-0 | 2-1 | 4-0 | 1-0  | 5-1 | 2-0 | 1-1 | 4-2 |     | 4-0  | 0-0 | 1-0 | 2-1 | 4-1 | 2-1 | 5-0F |
| K. SV Oudenaarde                                           | 0-0 | 2-1 | 1-0 | 1-3 | 0-0 | 2-3  | 4-2 | 2-5 | 0-1 | 1-5 | 0-2 |      | 2-2 | 2-1 | 1-1 | 1-1 | 0-0 | 2-2  |
| SK St-Niklaas                                              | 2-1 | 1-2 | 0-2 | 4-2 | 0-2 | 1-4  | 0-3 | 1-1 | 1-2 | 1-1 | 1-1 | 3-0  |     | 3-2 | 0-5 | 1-1 | 1-3 | 1-0  |
| K. St-Truidense VV                                         | 3-0 | 0-2 | 3-1 | 1-0 | 2-2 | 1-1  | 0-0 | 1-0 | 2-0 | 3-0 | 3-1 | 2-0  | 5-0 |     | 0-0 | 2-0 | 0-2 | 0-2  |
| AFC Tubize                                                 | 4-4 | 3-2 | 1-1 | 3-0 | 1-0 | 1-1  | 2-1 | 1-1 | 0-0 | 1-1 | 0-1 | 2-0  | 0-2 | 1-2 |     | 0-2 | 0-2 | 1-0  |
| R. CS Visé                                                 | 1-1 | 2-2 | 1-2 | 3-1 | 2-1 | 5-0F | 2-3 | 3-1 | 1-3 | 1-1 | 0-0 | 3-1  | 0-0 | 2-3 | 2-3 |     | 1-2 | 3-2  |
| K. VC Westerlo                                             | 2-2 | 0-0 | 2-0 | 2-1 | 1-0 | 2-0  | 3-0 | 0-2 | 2-1 | 1-1 | 0-0 | 0-0  | 4-4 | 4-1 | 2-2 | 3-1 |     | 3-0  |
| R. White Star Wol. FC                                      | 2-1 | 1-1 | 3-4 | 4-1 | 3-0 | 3-2  | 1-0 | 3-1 | 2-1 | 1-0 | 2-1 | 0-5F | 2-0 | 0-2 | 0-2 | 1-0 | 0-0 |      |
| - Victoire à domicile - Match nul - Victoire à l'extérieur |     |     |     |     |     |      |     |     |     |     |     |      |     |     |     |     |     |      |

- Visé obtient une victoire par forfait à la suite de la venue d'Eupen, car celui-ci a aligné un joueur non qualifié (Jesper Uwaegbulam) [15]. Eupen était allé s'imposer 1-2 à Visé.
- L'édition du 24/04/2003 de La Vie Sportive (organe officiel de l'URBSFA annonce que le White Star perd trois rencontres par forfait pour avoir aligné des joueurs non qualifiés. Il s'agit des déplacements à Ostende (2-2) - Baquet et Raguet non qualifiés - au FC Brussels (3-0) - Baquet non qualifié - et à domicile contre Audenarde (1-0) - Baquet non qualifié. Cette dernière décision apporte à Audenarde trois points qui lui permettent finalement de...se sauver !

### Première période

#### Résumé
La première tranche débute délicatement pour les deux équipes reléguées, St-Trond et Westerlo. Visé fait illusion avant de reculer fortement, tandis qu'Eupen accumule rapidement du retard. Les deux clubs ne s'écartent de la zone rouge qu'en fin de période. Mouscron-Péruwelz débute bien, mais la belle « surprise du chef » s'appelle Boussu Dour. Le club boraini prend la tête après 4 journées et la conserve jusqu'au terme de 8e. Westerlo produit son effort, mais le gain de la 1re tranche va à une autre équipe qui s'est montrée régulière depuis le départ. Le White Star Woluwe déjoue les pronostics et s'assure d'une place au tour final en fin de saison.
Si la fête prédomine au Sud-Est de la capitale, c'est la soupe à la grimace au Nord-Ouest, car à l'autre bout du classement, le Brussels est en perdition avec 4 points sur 30. Heist (5) et St-Nicolas/Waas (6) ne sont guère mieux lotis.

### Deuxième période

#### Résumé
Lors de la 12e journée, les trois premiers s'inclinent : le White Star subit son premier revers à Visé (3-2), Westerlo est sèchement défait à Eupen (3-0) alors que l'Antwerp est surpris à domicile (1-2) par Roulers. Ostende et St-Trond en profitent pour se rapprocher. Le même jour, le Brussels quitte la dernière position pour la première fois après une victoire (1-0) contre Audenarde. À l'occasion de la 13e journée, le leader remporte (4-1) le derby contre le FC Brussels alors que tous ses poursuivants concèdent un partage. Vainqueur de Tubize (2-1), Ostende se glisse à la deuxième place, tout en s'isolant en tête de la deuxième période (9 points sur 9). À l'opposé, Boussu Dour entame la « tranche » avec 3 défaites.
La 14e voit les défaites du White Star (à Boussu Dour), d'Ostende (à Eupen), de St-Trond (à l'Antwerp) et un nouveau partage de Westerlo. Le classement de la période se resserre puisque 11 équipes se tiennent sur 3 points. De tous les favroris, c'est Westerlo qui a tendance à faire du sur place avec 3 partages et un revers, soit « un pauvre 3 sur 12 ».
La série noire se poursuit pour le White Star battu à domicile par Tubize (0-2) lors de la 15e journée. Cette fois, Ostende, qui gagne le sommet important contre l'Antwerp (2-1), et Westerlo ne vont pas à la faute. Les côtiers occupent la tête de la tranche avec un point de mieux qu'Eupen.
Durant les 16e et 17e journées, le leader Woluwe renoue avec la victoire. Le White Star clôture ainsi son année civile, le 16/12/2012, avec 34 points. Ostende bat St-Trond (1-0) et Westerlo (2-1) mais se fait accrocher (0-0), le 23 décembre, chez la lanterne rouge St-Nicolas. Le club côtier passe en tête avec 37 unités mais deux matches joués en plus que le club bruxellois du White Star. Au classement de la période, Ostende compte 22 points en 9 matches, soit 3 de mieux que Mouscron-Péruwelz. Lommel, avec un match joué en moins que les deux meneurs totalise 16 points.
À la reprise en janvier 2013, se jouent les matchs d'alignement à la suite des remises du 8 décembre. Le sommet tourne nettement à l'avantage de Westerlo qui dominent le White Star (3-0). Dans le même temps, Eupen bat Lommel (2-1) et revient à 5 points d'Ostende au classement de la période. Le club côtier possède 3 unités de mieux que Mouscron-Péruwelz. Une semaine plus tard, Ostende conforte sa position en s'imposant à Audenarde (0-2) tandis que Westerlo est tenu en échec à Alost (1-1). Ce partage permet tout de même aux Campinois de se glisser en deuxième position car le White Star s'incline à domicile contre St-Trond (0-2).
La 21e journée prévoit le choc « Ostende-White Star », mais les conditions météos provoquent la remise de deux journées consécutivement. Cette journée est  finalement jouée les 20 et 21 mars. Le mercredi, Mouscron-Péruwelz s'impose (0-2) à Eupen et met la pression sur Ostende qui partage (2-2) contre le White Star le lendemain. Un résultat qui rend le résultat de St-Trond, vainqueur (3-0) d'Alost, inutile pour le classement de la deuxième période qui reviendra soit à Ostende, soit à Mouscron-Péruwelz.
La « tranche » est clôturée le 24 mars. Mouscron-Antwerp et Alost-Ostende sont au programme. Longtemps tenu en échec, Ostende finit par faire la différence (0-2) et s'assure le gain de la période. La victoire des « Hurlus » (3-1) contre l'Antwerp est inutile pour la tranche mais précieuse au général car Westerlo s'est incliné (3-2) à Lommel. Si le match Boussu-Dour-St-Nicolas (1-1) a pu se dérouler, quatre autres matches (White Star-Audenarde, Brussels-Tubize, Visé-Eupen et Heist-Roulers) ont été remis pour la troisième fois depuis janvier ! Cela en raison d'une nouvelle poussée hivernale avec de fortes chutes de neige.
La période se termine le mercredi 3 avril lorsque sont disputées quatre rencontres d'alignement.

### Troisième période
- Dernière mise à jour: 21 avril 2013 à 18h20.

À la suite de la remise totale ou partielle des 21e et 22e journée, la troisième période débute avant que la deuxième ne soit clôturée.

#### Résumé
Lors de la 2e journée de la période, le KV Oostende et le R. Mouscron-Péruwelz, qui bat Westerlo (1-0), poursuivent leur excellent parcours. St-Trond est accroché (3-3) chez la lanterne rouge, Heist. Pour la seconde fois de suite, Tubize ne peut jouer à domicile. Alors que le vent violent avait endommagé une tribune, le nécessaire n'a pas été fait et les conditions de sécurité n'étaient pas encore réunies.
Ostende et Westerlo dominent le début de cette période. Mouscron-Péruwelz, dans une bonne passe, résiste et se maintient dans le sillage des meneurs, avec entre autres une victoire 2-0 contre Ostende lors de la 4e journée de la période. St-Trond, battu 2-0 à Boussu Dour lors de la 6e journée de la période, perd encore du terrain. Le 11 mars 2013, « au général », Ostende (55) mène devant Westerlo (50) et Mouscron-Péruwelz (49). St-Trond et le White Star(43) ont joué un match de moins. Eupen (42) et Boussu Dour (38, mais deux matches de moins) restent au contact pour une place au tour final.
Au soir du 17 mars, Ostende et Westerlo, vainqueurs respectivement de Boussu Dour et d'Eupen sur le même score (2-0), ont conforté leur position tant au général qu'à la 3e période. Cela en raison de la défaite de Mouscron-Péruwelz (1-0, à Alost) et du partage de St-Trond (0-0, contre Tubize). Du côté du White Star, on souhaite rester calme même si le club en difficultés financières attend toujours la confirmation d'une reprise annoncée en janvier. Vainqueur à Audenarde (1-3) (qui reste sur un 2 sur 33 !), le FC Brussels (où l'on attend aussi des nouvelles du repreneur annoncé) quitte la place de barragiste.
Les deux journées programmées les 20-21 mars et les 23-24 mars comptent pour la 2e période.
Durant le week-end Pascal, le KV Oostende se rapproche sérieusement du titre. Le leader s'impose (0-1) à Tubize alors que Westerlo est accroché (1-1) à l'Antwerp, et que St-Trond est aussi tenu en échec (0-0) à Eupen. Seul Mousron-Péruwelz fait de la résistance en atomisant Dessel Sport (5-1). Le club côtier possède 7 points d'avance sur son premier poursuivant alors qu'il reste 12 unités à distribuer.
L'autre info du week-end de Pâques est la crise qui s'amplifie au White Star. Le jeudi 28 mars 2013, les joueurs se mettent en grève pour lancer un signal fort à leur direction. Non-payé depuis plusieurs mois, le noyau des Etoilés souffre de l'incertitude. Un repreneur a été annoncé en janvier, mais l'argent tarde à arriver. L'équipe « Espoirs » du White Star effectue le court déplacement au Brussels et s'incline (3-0). Trois points en or pour le cercle de Molenbeek au grand désavantage des autres menacés (Heist, St-Nicolas, Audernarde).
Le mercredi 3 avril, quatre rencontres d'alignement (comptant pour la deuxième période) permettent à Eupen et au White Star, vainqueurs respectivement de Visé (1-2) et d'Audenarde (1-0), de rester au contact avec le groupe de tête. Roulers et Tubize s'éloignent de la zone dangereuse avec des succès à Heist et au Brussels (score identique: 0-1).
Ostende est champion le dimanche 7 avril 2013. Après la défaite de Mouscron le vendredi (4-1, à Dessel Sport) et le partage de Westerlo le samedi (1-1, contre Roulers), un succès des Côtiers leur offre le titre et la montée directe en Division 1. Le matricule 31 avait quitté l'élite en 2005. C'est la deuxième fois de son histoire que ce club est sacré en D2. Il effectuera sa quatrième apparition dans la plus haute division pour ce qui sera sa cinquième saison au sein de l'élite belge.
Après le titre ostendais, il reste à connaître les trois participants au tour final. Le champion ayant gagné une période, le second classé sera qualifié de même que le troisième si le néo-promu gagne la troisième période qu'il mène. Mouscron et Westerlo sont à la lutte avec 7 points d'avance sur St-Trond. Les Trudonnaires pourraient profiter d'un refus de licence au White Star (vainqueur de la période 1).
Lors des rencontres d'alignement du mercredi 17 avril, St-Trond, vainqueur à Visé (2-3), et Boussu qui a défait Roulers (1-0), restent positionnés derrière le trio de tête. De son côté, St-Nicolas va gagner à Tubize (0-2) et souffle la place de « barragiste » à Heist.
Lors de la 32e journée, Westerlo est accroché (4-4) par St-Nicolas alors que Mouscron-Péruwelz consolide sa deuxième place en s'imposant (3-0) devant Heist. St-Trond gagne (0-2) à Roulers et reprend la quatrième place à Boussu tenu en échec (0-0) par Heist.
À l'occasion de la 33e journée, deux décisions tombent sur le terrain. Mouscron-Péruwelz (2-0 contre St-Nicolas) et Westerlo (victoire 0-2 à St-Trond) s'assurent de pouvoir prendre part au tour final pour une éventuelle montée en D1. Le champion ayant remporté deux périodes, le 2e et le 3e classés ont donc droit au repêchage. St-Trond se retrouve les mains vides puisque la 4e place n'est pas qualificative et que le White Star a obtenu sa licence.
Au niveau du maintien, trois équipes restent menacées de relégation directe : Heist (29), Audenarde et St-Nicolas (27). À noter qu'Audenarde a retrouvé le chemin de la victoire (2-1, contre l'Antwerp) alors que le « matricule 81 » n'avait plus gagné depuis le 1er décembre 2012 et un déplacement à l'Antwerp (1-2). De son côté, le FC Brussels (32) reste sous la menace de Heist pour la place de barragiste. Les deux équipes peuvent terminer à égalité de points et de victoires. À la différence de buts, les Bruxellois n'ont qu'un but d'avance sur Heist. La dernière journée prévoit un « Brussels-Heist » de tous les dangers!
Lors de la dernière journée, St-Nicolas (3-2, contre St-Trond) et Audernarde (0-1, à Roulers) obtiennent des victoires inutiles et sont relégués puisque le Brussels et Heist partagent l'un contre l'autre (1-1). Les Bruxellois sont sauvés, alors que le « KSK » doit disputer les barrages.

## Les buteurs
- Statistiques générales:
  - Nombre de buts inscrits en 34 journées: 792
  - Moyennes par journée: 23,29 buts/journée
  - Moyenne par match: 2,59 buts/match)
  - 206 buteurs différents
- Classement final:

CE CLASSEMENT NE CONCERNE QUE LA PHASE CLASSIQUE DE 34 JOURNEES
| Rang | Nom | Nat. | Équipe | Buts |
| ---- | --- | ---- | --- | ---- |
| 1er  | Hervé Onana |      | Tubize | 14   |
| 2e   | Daniel Rodrigo De Oliveira |      | White Star | 13   |
| 3e   | Bart Webers Laurent Depoître |      | Heist Ostende | 12   |
| 5e   | Stavros Gloutsis Jean Romaric Koffi Bart Goor |      | Alost Boussu Dour Westerlo                                                                                            | 11   |
| 8e   | Hans Vanaken Christian Santos Kamel Ouejdide |      | Lommel Eupen Boussu Dour                                                                                              | 10   |
| 11e  | John Jairo Ruiz Hiroshi Ibusuki Yohan Broeckaert Ioannis Masmanidis Joeri Dequevy |      | Mouscron-Péruwelz Eupen Ostende Visé St-Trond                                                                         | 9    |
| 16e  | Alessandro Cerigioni Baptiste Schmisser Rakto Vansimpsen William Awusu Acheampong |      | Lommel Ostende Dessel Sport Westerlo                                                                                  | 8    |
| 20e  | Nils Schouterden Saïd Khiter Raphaël Lecomte Kevin Vandenbergh Dieter Van Tornhout Jérôme Mezine Frédéric Gounongbe                                                                                            |      | St-Trond Mouscron-Péruwelz Visé Westerlo Antwerp Mouscron-Péruwelz Brussels                                           | 7    |
| 27e  | Mahamadou Dissa Sven De Rechter Marcel Mbayo Kibemba Chris Makiese Reza Ghoochannejhad Benjamin Lutun |      | Ostende Roulers St-Nicolas Visé St-Trond Roulers                                                                      | 6    |
| 33e  | Alexandre Frutos Michaël Lallemand Xavier Luissint Julien Guérenne Renouan Aahloul Donny De Groot Huseyin Bilican Benjamin Delacourt Patrick Amoah Leandro Trossard Philippe Liard Gary Ambroise Grégory Dufer |      | Audenarde Eupen Ostende White Star Brussels St-Trond Dessel Sport Mouscron-Péruwelz White Star Lommel Tubize St-Trond | 5    |
| 46e  | 18 joueurs différents |      | | 4    |
| 64e  | 29 joueurs différents |      | | 3    |
| 93e  | 36 joueurs différents |      | | 2    |
| 129e | 78 joueurs différents |      | | 1    |

## Tour final

### Participants
Ces clubs sont annoncés, sous réserve d'acceptation de leur dossier de licence, qu'il ne soient pas champion ou relégué...
- Barragiste de D1: Cercle Brugge K. SV
- Qualifiés de D2: R. Mouscron-Péruwelz, K. VC Westerlo, R. White Star Woluwe FC

### Classement
| Rang | Équipe                             | Pts | J | G | N | P | Bp | Bc | Diff |  | Résultats (▼ dom., ► ext.)         | BRU | RMP | WES | WST |
| ---- | ---------------------------------- | --- | - | - | - | - | -- | -- | ---- |  | ---------------------------------- | --- | --- | --- | --- |
| 1    | Cercle Brugge K. SV                | 12  | 6 | 4 | 0 | 2 | 13 | 8  | +5   |  | Cercle Brugge K. SV                |     | 1-2 | 1-0 | 4-0 |
| 2    | R. Mouscron-Péruwelz               | 12  | 6 | 4 | 0 | 2 | 9  | 9  | 0    |  | R. Mouscron-Péruwelz               | 0-3 |     | 1-0 | 3-1 |
| 3    | K. VC Westerlo                     | 9   | 6 | 3 | 1 | 2 | 11 | 4  | +7   |  | K. VC Westerlo                     | 5-0 | 3-1 |     | 1-1 |
| 4    | R. White Star Woluwe Football Club | 1   | 6 | 0 | 1 | 5 | 4  | 16 | -12  |  | R. White Star Woluwe Football Club | 1-4 | 1-2 | 0-2 |     |

- VERDICTS

## Promotions et relégations pour 2012-2013
Sont relégués en D3 :
- SK St-Niklaas
- K. SV Oudenaerde (battu lors du Tour final D2/D3). Cette relégation reste sujette à une éventuelle action du club concerné. Celui-ci conteste sa participation au tour final/barrages auquel il a d'ailleurs refusé de prendre.

Sont promus en D2 :
- Hoogstraten VV (champion DIII série A) et R. Excelsior Virton (champion DIII série B).
- ? : vainqueur du Tour final D2/D3.

## Débuts en Division 2
Un club évolue pour la première fois de son Histoire au 2e niveau national du football belge. Il est le 145e club différent à atteindre ce niveau.
- R. Mouscron-Péruwelz 11e club hennuyer différent à atteindre le 2e niveau.

## Changements d'appellation prévue
En vue de la saison suivante, les deux cercles bruxellois engagés dans cette Division 2 annoncent qu'ils changent leur dénomination officielle.
- Le FC Molenbeek Brussels Strombeek (familièrement: le FC Brussels) décide de changer sa dénomination et de devenir le RWDM Brussels FC [16].
- Le Royal White Star Woluwe FC (familièrement: le White Star) déclare à son tour qu'il va prendre la dénomination de Royal White Star Bruxelles[17].

## Sources
- (fr + nl) Website officiel de l'URBSFA
- (fr) La Dernière Heure/Les Sports
- (fr) Footgoal.net
- (fr) Walfoot.be

## Sources & Liens externes
- (nl) Base de données du football belge